# Thiago Martinelli
Thiago Martinelli est un footballeur brésilien né le 14 janvier 1980.